# پایگاه هوایی نظامی منغ
پایگاه هوایی نظامی منغ (عربی: قَاعِدَة مَطَار مِنِّغ) یک پایگاه هوایی متعلق به نیروی هوایی سوریه است که در ۶ کیلومتری (۳٫۷ مایلی) جنوب اعزاز واقع در استان حلب و در نزدیک روستای منق قرار دارد.
پایگاه هوایی منغ محل استقرار اسکادران ۴ آموزش پرواز و هواپیمای آموزشی ام‌بی‌بی ۲۲۳ فلامینگو و هلیکوپترهای میل-۸ نیروی هوایی سوریه بود.

## جنگ داخلی سوریه
تصرف این پایگاه هوایی تبدیل به هدف اصلی مخالفان مسلح دولت سوریه در طول نبرد حلب شد.این پایگاه هوایی از اوت ۲۰۱۲ در محاصره نیروهای مخالف دولت سوریه بود تا اینکه در ۶ اوت ۲۰۱۳ به تصرف شورشیان و اسلام گرایان (از جمله داعش، تیپ طوفان شمالی و تیپ توحید) افتاد. سپس تحت کنترل جبهه النصره قرار گرفت.در ۱۰ فوریه ۲۰۱۶، نیروهای دموکراتیک سوریه که در اطراف عفرین مستقر بودند با پشتیبانی نیروی هوایی روسیه، این پایگاه هوایی را تصرف کردند.